# 宇喜多秀高
宇喜多秀高（うきた ひでたか）是安土桃山时代和江户时代的人物。宇喜多秀家的嫡男。母为前田利家之女，丰臣秀吉的養女豪姫。官位从四位下侍从。別名秀隆。

## 生涯
天正19年（1591年），作为備前岡山大名・宇喜多秀家的嫡男出生。通称孫九郎。
慶長2年（1597年），就任从四位下侍从，赐豐臣氏。
慶長5年（1600年）關原之戰中因为从属西軍战败，因而和父亲一起逃往至萨摩国依靠岛津义弘。慶長8年（1603年）被岛津忠恒（義弘之子）引渡到德川家康之下。
慶長11年（1606年），与父亲一同被流放到八丈島。之后成为了平民，接着娶了八丈島奉行奥山忠久（縫殿助）的女儿。另外由母方实家从加贺国每年送来米70俵、金70両，并将其分配给同样被流放到这里的同族。
慶安元年（1648年）8月18日先于父亲死去。享年58岁。

## 脚注
1. ↑  高柳 & 松平 1981，p.40